# Потаж
Потаж (з давньофранцузької potage; «горщикова страва») — вид густих супів, тушкованих страв та каш, в деяких з них м'ясо та овочі варяться разом з водою, доки не утвориться густа каша.

## Історія
Потаж походить із середньовічної кухні північної Франції, його популярність зросла у Високому середньовіччі. Середньовічне святкування часто починалося з одного або двох потажів, поданих разом зі смаженим м'ясом.
Населення тогочасної Європи часто вирощувало різні зернові культури на своїх угіддях. Їх називали городній потаж, бо урожай з цього городу використовувався для потажу.
Протягом періоду Тюдорів раціон заможних англійських селян складався майже виключно з потажу. Люди споживали самостійно вирощені овочі, такі як капуста і морква, деякі могли доповнити городину плодами з фруктових садів. 
Серед потажів, характерних для кухні середньовіччя: фрументі, м'ясний або рибний холодець, мовмені (відгодований тушкований каплун або аналогічне м'ясо іншої птиці) та груші в сиропі. Існувало багато видів потажів із густих рідин (молока та мигдалевого молока), потовчених квітів, потовчених або проціджених фруктів.